# مرتيم
مركز مرسين التجاري (بالتركية: Mersin Ticaret Merkezi)‏ أو إختصاراً مرتيم هو ناطحة سحاب في مرسين تركيا مكون من 52 طابقًا. كان أطول مبنى في تركيا بين عامي 1987 و 2000، حتى الانتهاء من أبراج إيش بانكاسي في إسطنبول. إنه أيضًا أطول مبنى فندقي في تركيا.

## تاريخ
تم إعلان ميناء مرسين، وهو أكبر ميناء بحري في تركيا والميناء الرئيسي للتجارة الدولية مع جمهورية شمال قبرص التركية، كمنطقة تجارة حرة وتم تشييد سلسلة من المباني في المدينة لاستخدامها في الأعمال التجارية والتجارة، والتي شملت برج مرتيم.

## البناء
المهندس المعماري للمجمع هو جنكيز بكتاش  الذي صمم المبنى في عام 1985. تم تشييد البرج خلال النصف الثاني من الثمانينيات من قبل شركة Üstay. تم الانتهاء من البرج في عام 1987 ودخل المبنى بأكمله الخدمة في عام 1993. فور افتتاحه في عام 1993، تم استخدام جزء من المبنى من قبل جامعة مرسين لعدة سنوات خلال التسعينيات.